# 坪井玄道
坪井 玄道（つぼい げんどう / かねみち、1852年1月29日（嘉永5年1月9日）- 1922年（大正11年）11月2日）は、明治時代の体育学者で日本最初の体操教師と言われる。また、日本にサッカーを普及させたり、卓球やテニスを紹介したことでも知られている。

## 人物
下総国葛飾郡鬼越（現・千葉県市川市）の出身で農家の次男として生まれた。幼名は仁助。
慶応2年（1866年）に江戸幕府の開成所に入学して英語を学ぶ。明治4年（1871年）に卒業して初めは少得業生として大学南校、同年7月より東京師範学校（現在の筑波大学）の教員となった。明治11年（1878年）にアメリカから迎えた体育担当教師ジョージ・アダムス・リーランドの通訳を担当しているうちに体操の重要性を認識して体育学を学ぶ。
明治11年（1878年）、リーランドと共に同年に創設された体操伝習所教師となった。なお、体操伝習所が東京師範に吸収された明治19年（1886年）より高等師範学校の助教授となった。
明治18年（1885年）に伝習所卒業生兼教員の田中盛業とともに児童向けの遊戯指導書『戸外遊戯法』を出版。同書では約２１の遊戯が紹介されている。明治20年（1887年）に『普通体操法』を出版した。坪井は合理主義的軽体操 (普通体操) と自然主義的遊戯を併せた体育論を唱え、学校の必修科目に体操を加えることの必要性を論じた。明治23年（1890年）より高等師範学校および東京女子師範学校（現在のお茶の水女子大学）日本体育会体操練習所（現在の日本体育大学）の教授に就任する。明治29年（1896年）、この年に創設された東京高師のフートボール部（現：筑波大学蹴球部）の部長に就任した。
明治33年（1900年）、黒田清輝や瀧廉太郎らと共にイギリスなどへ留学し、翌年に帰国した。明治36年（1903年）、教え子の中村覚之助らが出版した「アッソシエーション・フットボール」の序文を記した。また、明治42年（1909年）には可児徳とともにドッジボール競技を「円形デッドボール」という名で日本に初めて紹介したとされる。同年に東京高師、東京女子高師の教授を退任した。大正11年（1922年）4月に東京女子体操音楽学校（現：東京女子体育大学）の名誉校長に就任したが、11月に死去した。なお、墓所は東京都文京区の真浄寺にある。
平成18年（2006年）、日本サッカー殿堂（委員会特別掲額者）入り。現在、千葉県市川市立歴史博物館に、関連物が展示されている。

## 栄典
- 1903年（明治36年）12月26日 - 勲五等瑞宝章[10]
- 1909年（明治42年）5月5日 - 勲四等旭日小綬章[11]